# کاج سیبری
کاج سیبری یا کاج روسی یا چوب روسی (نام علمی: Pinus sibirica) نام یک گونه از سرده کاج است.

## چوب روسی
واژه چوب روسی در بازار چوب ایران به هر نوع چوب سفید رنگ وارداتی از روسیه تلقی می‌شود و کاربرد آن هم چندان تفاوتی نمی‌کند در حالیکه این چوب سفید خود شامل گونه‌های کاملاً متفاوت چون نراد، نوئل و انواع کاجها می‌شوند. همچنانکه گفته شد یکی از گونه‌های چوبی که به چوب روسی معروف است. این چوب به رنگ سفید مایل به قرمز، فاقد مجاری صمغی، راست تار، سبک، واکشیدگی و همکشیدگی کم، قابلیت ترک خوردن کم هنگام خشک شدن، بسیار خوش کار، سنباده خوری خوب، میخ خوری و پیچ خوری عالی هستند ولی با وجود تمام مزایا به راحتی در مقابل قارچها دچار مرض لکه آبی یا لکه قرمز می‌شوند از استحکام آن می‌کاهد. حشرات نیز علاقه زیادی به لانه گزینی و تخم‌گذاری در آن دارند و باید توجه داشت که چوبها دارای رگه قرمز به هنگام خشک شدن کاملاً تاب برمی‌دارند. این چوب به علت سبکی و ضریب کشسانی بالا از بهترین چوبها برای اسکلت ساختمان هاست. الیاف بلند و خمیر سفید آن در کاغذسازی مصرف فراوان دارد. در ایران این چوب غالباً در صنایع مبلمان استفاده می‌شود.